# Thomas Peers Williams
Pour les articles homonymes, voir Thomas Williams et Williams.
 (août 2023).
La mise en forme du texte ne suit pas les recommandations de Wikipédia : il faut le « wikifier ».
Les points d'amélioration suivants sont les cas les plus fréquents. Le détail des points à revoir est peut-être précisé sur la page de discussion.
- Les titres sont pré-formatés par le logiciel. Ils ne sont ni en capitales, ni en gras.
- Le texte ne doit pas être écrit en capitales (les noms de famille non plus), ni en gras, ni en italique, ni en « petit »…
- Le gras n'est utilisé que pour surligner le titre de l'article dans l'introduction, une seule fois.
- L'italique est rarement utilisé : mots en langue étrangère, titres d'œuvres, noms de bateaux, etc.
- Les citations ne sont pas en italique mais en corps de texte normal. Elles sont entourées par des guillemets français : « et ».
- Les listes à puces sont à éviter, des paragraphes rédigés étant largement préférés. Les tableaux sont à réserver à la présentation de données structurées (résultats, etc.).
- Les appels de note de bas de page (petits chiffres en exposant, introduits par l'outil «  Source ») sont à placer entre la fin de phrase et le point final[comme ça].
- Les liens internes (vers d'autres articles de Wikipédia) sont à choisir avec parcimonie. Créez des liens vers des articles approfondissant le sujet. Les termes génériques sans rapport avec le sujet sont à éviter, ainsi que les répétitions de liens vers un même terme.
- Les liens externes sont à placer uniquement dans une section « Liens externes », à la fin de l'article. Ces liens sont à choisir avec parcimonie suivant les règles définies. Si un lien sert de source à l'article, son insertion dans le texte est à faire par les notes de bas de page.
- La présentation des références doit suivre les conventions bibliographiques. Il est recommandé d'utiliser les modèles {{Ouvrage}}, {{Chapitre}}, {{Article}}, {{Lien web}} et/ou {{Bibliographie}}. Le mode d'édition visuel peut mettre en forme automatiquement les références.
- Insérer une infobox (cadre d'informations à droite) n'est pas obligatoire pour parachever la mise en page.

Pour une aide détaillée, merci de consulter Aide:Wikification.
Si vous pensez que ces points ont été résolus, vous pouvez retirer ce bandeau et améliorer la mise en forme d'un autre article.
Thomas Peers Williams (27 mars 1795 - 8 septembre 1875) est député de Great Marlow de 1820 à 1868, et père de la Chambre de décembre 1867 à 1868.
Il possède une maison et une propriété appelée Craig-y-Don, près de Beaumaris à Anglesey. Il a également une résidence à Temple House, Bisham, Berkshire, près de Marlow. Il est actif dans l'Anglesey Hunt.
Il est député en 1820 pour la circonscription de Great Marlow (généralement connue sous le nom de Marlow) et prend sa retraite en 1868 après avoir passé 48 ans comme député. Au cours de la dernière année, il est père de la Chambre des communes à partir de décembre 1867, succédant à Henry Cecil Lowther qui est entré à la Chambre en 1812 et prend sa retraite de député en 1867.

## Biographie
Son grand-père, Thomas Williams (1737-1802), est un avocat de premier plan et est actif dans l'industrie du cuivre. Il est le fils d'un Owen Williams de Cefn Coch à Llansadwrn, qui possède également Tregarnedd et Treffos. Vers 1785, Williams devient le principal exploitant des mines de cuivre appartenant en partie au comte d’Uxbridge et en partie à la famille Llysdulas. Pendant un certain temps, les deux parties ont confié la gestion à Williams seul. Il est étroitement associé à la famille Uxbridge et a aidé plusieurs membres de la famille à être élus au Parlement. En 1790, probablement avec l'aide du comte d'Uxbridge, il est élu pour le Grand Marlow et occupa ce siège jusqu'à sa mort, le 30 novembre 1802 (le siège est remporté en 1820 par son petit-fils et conservé jusqu'en 1868). Quatre générations, de Thomas Williams de Llanidan à son arrière-petit-fils, le lieutenant-général Owen Lewis Cope Peers Williams (décédé en 1904) occupent le siège du Grand Marlow à intervalles, de 1790 à 1885.
Son fils Owen Williams (1764-1832), également député de Great Marlow épouse Margaret Hughes et est le père de Thomas Peers Williams. Trois des filles de Thomas sont mariées à des membres de la Chambre des lords, deux autres à des fils de lords.

## Mariage et descendants

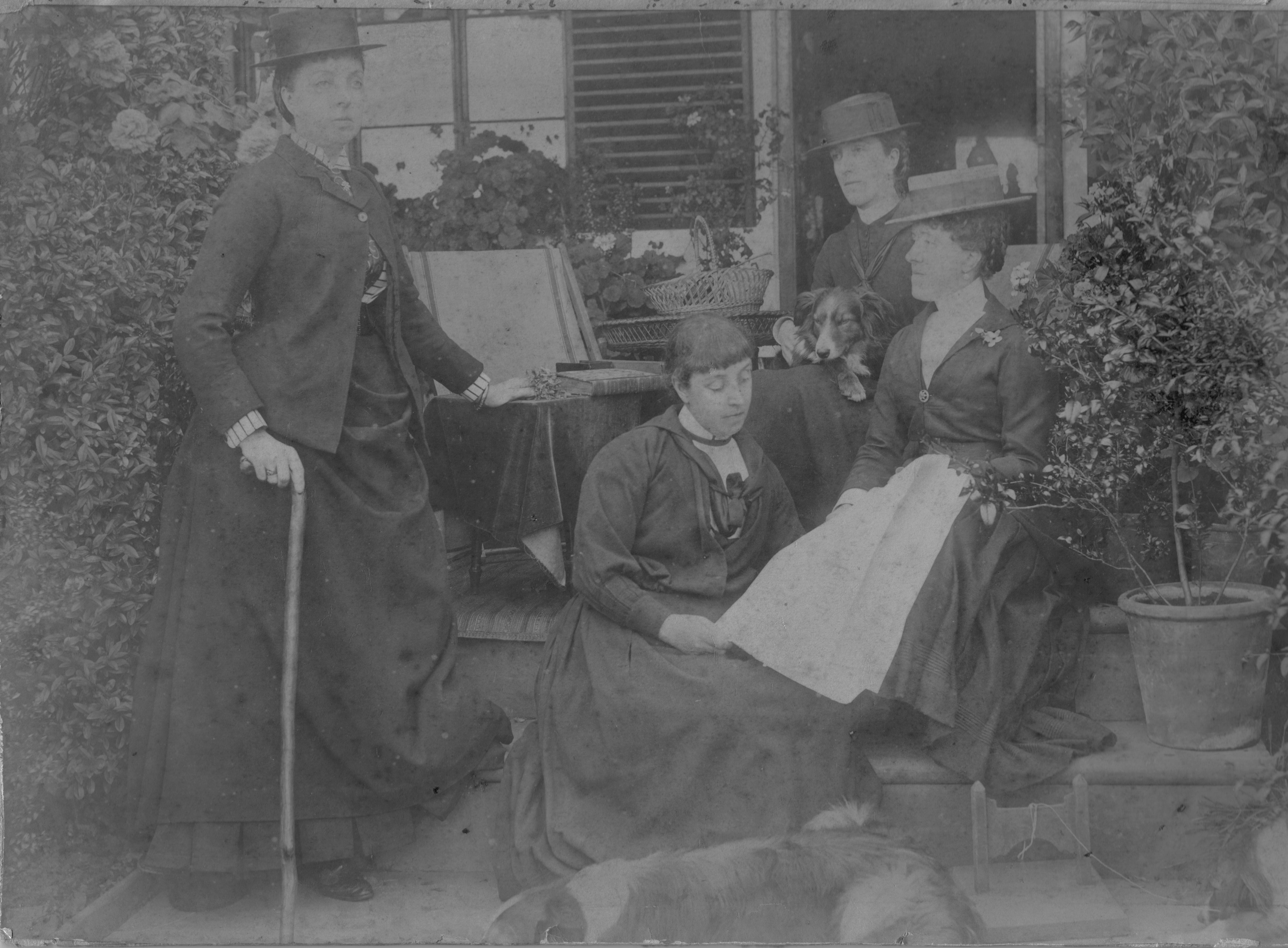
Madge, Nina et Blanche Peers-Williams

Il épouse le 27 août 1835 Emily Bacon (décédée le 24 novembre 1876), fille d'Anthony Bushby Bacon (en) de Benham Park et, plus tard, d'Elcot Park, tous deux dans le Berkshire
Le lieutenant colonel Thomas Peers Williams a au moins deux fils et plusieurs filles qui se sont mariés dans la pairie.
- Lieutenant-général Owen Lewis Cope Williams[5] (12 juillet 1836 Berkeley Square, Londres - 2 octobre 1904, Temple House, Bisham) de Craig-y-Don, Llandegfan, Anglesey (qu'il vend en 1884)[6], et Temple House, Bisham, Berkshire, député de Great Marlow 1880-1885. Il épouse le 18 août 1862 Fanny Caulfeild (1838 Florence, Italie - 28 juillet 1876, Berwick House, Stable Yard, St. James's, Londres), fille cadette de Saint George Francis Caulfeild et de la sœur d'Henry Lowther (3e comte de Lonsdale)[7],[8].
- Hwfa Williams (fl. 1914)[9], qui avec sa femme est de premier plan à la cour d’Édouard VII. Il est directeur du terrain de course de Sandown Park, créé il y a environ 120 ans. Son épouse Florence Farquharson est une hôtesse remarquable de la société et est considérée comme la femme la mieux habillée en Angleterre. Sa femme a écrit plus tard Qu'il était si amusant, un récit de la vie dans la haute société édouardienne.

- Gwenfra Williams elle a une fille Julie qui est devenue princesse Korybut-Woroniecki par son mariage avec le prince Krzysztof Korybut-Woroniecki[10],[11]. Ils ont deux enfants. Jan Korybut-Woroniecki - un restaurateur de Londres et Marysia Korybut-Woroniecka - une dirigeante du secteur de la mode basée à New York.
- Margaret Elizabeth Williams (24 novembre 1838 - 10 août 1909), épouse le 12 août 1866, Richard Mostyn Lewis, Williams-Bulkeley, 11e baronnet (20 mai 1833 - 28 janvier 1884) de Baron Hill, Anglesey ; fils de Richard Williams-Bulkeley, 10e baronnet (1801-1875). Richard et Madge Williams-Bulkeley ont une fille, Bridget Henrietta Frances, mariée à Benjamin Seymour Guinness, d'Anglesey. ils sont les parents de Thomas "Loel" Guinness.
- Emily Gwendoline Williams (juillet 1839-9 novembre 1932), connue sous le nom de Gwen, épouse en 1863 le 2e comte Cowley ; elle vit à Bodwen sur l'île de Wight, surplombant Wotton Creek. Elle est morte à l'âge de 92 ans et a une fille, Eva.

- Edith Peers-William (décédée le 23 juin 1897), épouse en 1871 Heneage Finch, septième comte d'Aylesford (1849-1885) et a deux filles. Le comte et son épouse se séparent en 1877, lorsqu'elle a une liaison avec George Spencer-Churchill (8e duc de Marlborough). En 1881, elle a un fils, plus tard connu sous le nom de Guy Bertrand (né le 4 novembre 1881 à Paris, baptisé en 1883). Ce fils ne fut baptisé qu'en juin 1883 à St Mary-le-Strand, à Londres, en tant que fils du 7e comte. Ses prétentions à la pairie (faite par sa mère Edith) sont rejetées par la Chambre des lords en juillet 1885[12],[13]. Edith, comtesse d'Aylesford ne s'est jamais mariée à Lord Blandford, qui a ensuite épousé une héritière américaine[14]. Le comte d'Aylesford a tenté de divorcer de son épouse, mais a lui-même été reconnu coupable d'adultère [15].
- Blanche Mary Williams (1844-1er juillet 1914)[16] épousa le 15 janvier 1866 le Lt Col Lord Charles John Innes-Ker (né le 31 décembre 1842 et décédé le 19 novembre 1919), deuxième fils du 6e duc de Roxburghe.
- Nina Janet Bronwen Williams (décédée en 1939), connue sous le nom de Bronwen, épouse en 1870 Seton Montolieu Montgomerie (15 mai 1846 - 26 novembre 1883), un fils cadet du 13e comte d’Eglinton &amp; Winton, et a trois filles :Alswen, Viva et May.

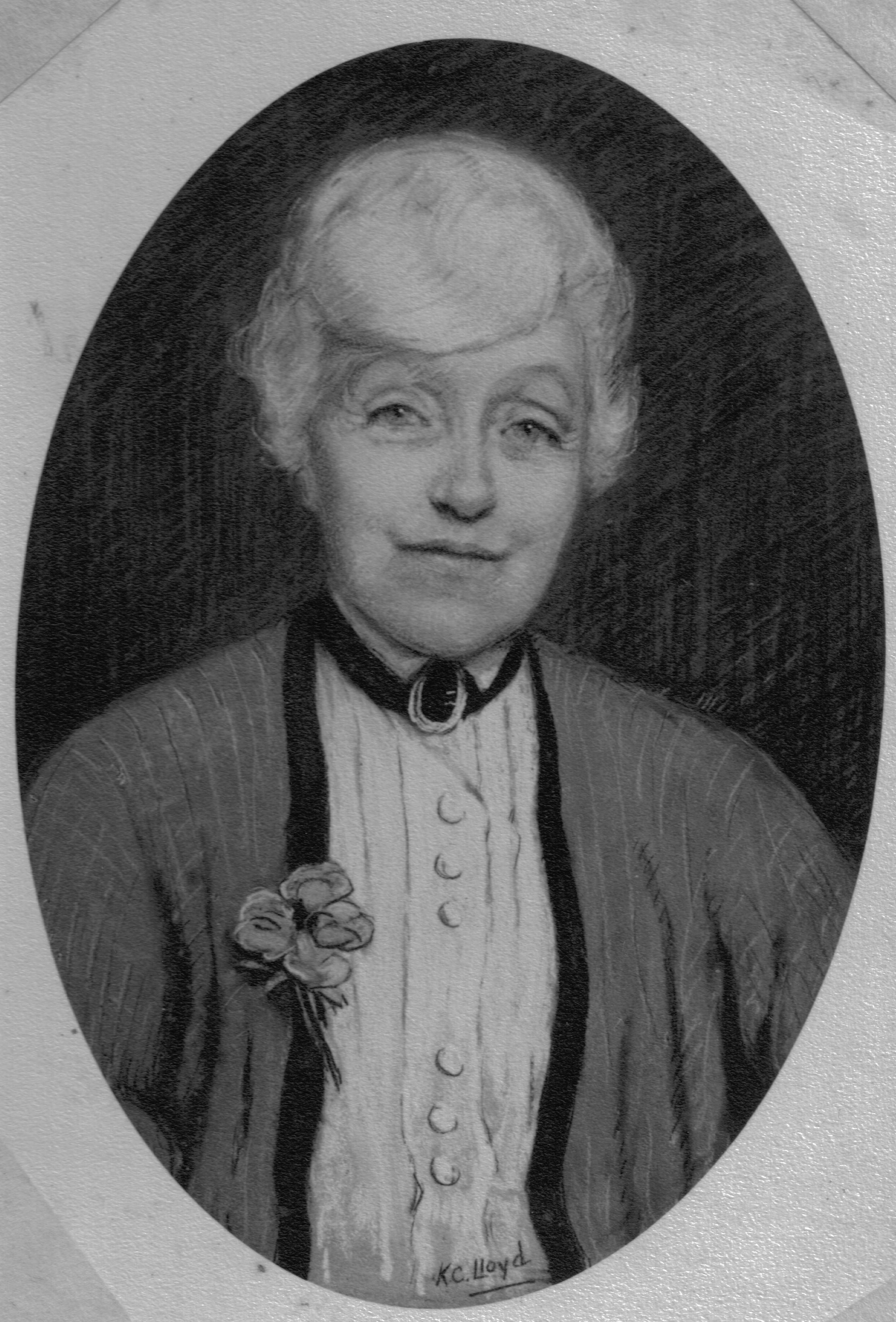
Evelyn, duchesse de Wellington.

- Evelyn Katrine Gwenfra Williams (1855-11 mars 1939, West Green House, Hartley Wintney, Hants), qui épouse d'abord le 7 mars 1882 le 3e duc de Wellington (1846-1900) en 1882; ils n'ont aucun enfant. Elle se remarie en 1904 avec un cousin de Wellesley, le colonel Frederick Arthur Wellesley (1844-1931), fils du 1er comte Cowley, dont elle est la troisième épouse. Frederick Wellesley s'est déjà marié en 1873 (div. 1882), à Emma Loftus, petite-fille du 2e marquis d'Ely, puis en 1884 (div. 1897) à Catherine Candelon. Il est également son beau-frère, en tant que frère cadet du 2e comte Cowley, mari de sa sœur aînée.